# Cuc
|  | Aquest article tracta sobre els animals. Vegeu-ne altres significats a «Cuc (informàtica)». |

Un cuc o verm és qualsevol animal petit, tou, de forma allongada i amb apèndixs locomotors poc destacats o absents.

## Nom genèric
Com a nom genèric és un terme sense validesa taxonòmica. Generalment el mot «cuc» o «verm» inclou els animals següents, per ordre de preferència:
- Anèl·lids, com els cucs de terra que pertanyen a la classe dels oligoquets.[3]
- Nematodes, inclou qualques espècies de cucs intestinals.
- Platihelmints o cucs plans, com les planàries o les tènies.
- Erugues o larves d'insectes, com els corcs que envaeixen fruita i fusta, que gairebé sempre són erugues de dípters, coleòpters o de papallones, o els cucs que devoren els cadàvers, generalment larves de mosca.
- Els cucs marins inclouen els quetògnats, hemicordats i foronidis, a més de qualques espècies d'anèl·lids, nematodes i platihelmints. Qualques cucs marins, com els de l'ordre Canalipalpata no semblen cucs.

- Cuc anèl·lid.
- Bonellia viridis, cuc marí.